# جفرسون (کلرادو)
جفرسون (به انگلیسی: Jefferson) یک منطقهٔ مسکونی در ایالات متحده آمریکا است که در شهرستان پارک، کلرادو واقع شده‌است. جفرسون ۲٬۸۹۶ متر بالاتر از سطح دریا واقع شده‌است.